# Specklinia fuegi
Specklinia fuegi är en orkidéart som först beskrevs av Heinrich Gustav Reichenbach, och fick sitt nu gällande namn av Rodolfo Solano Gómez och Soto Arenas. Specklinia fuegi ingår i släktet Specklinia och familjen orkidéer. Inga underarter finns listade i Catalogue of Life.